# Aksai
Aksai (russisch Акса́й) ist eine Stadt in der südrussischen Oblast Rostow und eine Satellitenstadt des Gebietszentrums Rostow am Don. Sie ist Hauptort des gleichnamigen Rajons und hat 41.969 Einwohner (Stand 14. Oktober 2010).

## Geographie
Aksai liegt im Südosten der Osteuropäischen Ebene, am rechten Ufer des Don nahe der Mündung von dessen ortsnamensgebendem Flussarm Aksai. Die Entfernung zum Stadtzentrum von Rostow am Don beträgt 18 km in südwestliche Richtung. Weitere nahe gelegene Städte sind Bataisk (17 km südwestlich von Aksai am gegenüberliegenden Don-Ufer gelegen) und Nowotscherkassk (24 km nordöstlich).

## Geschichte
Die Geschichte des Ortes geht auf die zweite Hälfte des 16. Jahrhunderts zurück, als Kosaken 1569 die Stadt gründeten. Anfangs war Aksai ein Militärstützpunkt in einem der südlichen Grenzgebiete Russlands und musste mehrmals Angriffe abwehren, unter anderem seitens der Krimtataren. Im späten 17. Jahrhundert diente der Ort bei den Feldzügen Peters des Großen gegen die Krimtataren als Wachposten von Nowotscherkassk, das Hauptstützpunkt des Donkosakenheeres war. Auch im 19. Jahrhundert hatte Aksai noch militärische Bedeutung, als hier im Krimkrieg eine Verteidigungslinie positioniert war.
In den 1860er-Jahren wurde der Ort an das russische Eisenbahnnetz angeschlossen, was zu einem Bevölkerungswachstum führte. Schon seit der Ortsgründung wurde hier aufgrund der fruchtbaren Böden und des für russische Verhältnisse warmen Klimas Landwirtschaft betrieben.
Im Laufe seiner Geschichte war Aksai unter verschiedenen Namen bekannt: als Ust-Aksaiskaja (Усть-Акса́йская), Nischnije Rasdory (Ни́жние Раздо́ры), Kobjakowski (Кобяковский), Atamanski (Атама́нский) oder Nischni (Ни́жний). Ab 1791 trug die Siedlung den Namen Aksaiskaja (Акса́йская). 1957 erhielt sie dann ihren heutigen Namen und den Stadtstatus.

### Bevölkerungsentwicklung
| Jahr | Einwohner |
| ---- | --------- |
| 1939 | 9.783     |
| 1959 | 15.518    |
| 1970 | 21.994    |
| 1979 | 29.987    |
| 1989 | 33.389    |
| 2002 | 38.012    |
| 2010 | 41.969    |

Anmerkung: Volkszählungsdaten

## Wirtschaft und Verkehr
Wegen der Nähe zur Metropole Rostow am Don arbeitet ein Großteil der Aksaier Bevölkerung dort. Eigene Industriebetriebe sind in Aksai nur in relativ geringem Maße vorhanden. Hierzu zählen ein Chemiewerk, ein Glaswerk, Betriebe der Nahrungsmittelindustrie, Zulieferbetriebe für den Landmaschinenbau sowie eine Flussschiffswerft.
Die wichtigsten Verkehrsverbindungen Aksais laufen über Rostow. Einen eigenen Anschluss hat die Stadt an die Fernmagistrale M4 sowie an eine Bahnlinie der Nordkaukasischen Eisenbahn. Außerdem hat Aksai eine Schiffsanlegestelle am Don.

## Persönlichkeiten
- Daniil Pawlowitsch Utkin (* 1999), Fußballspieler